# 駱知祥
骆知祥，唐朝末年五代十国杨吴合肥人。
骆知祥善于管理钱粮，在田頵属下为宣州长史，曾经为田起草檄文大骂杨行密。杨行密杀田頵，唐天复三年（903年），以骆知祥为淮南支计官，励精为治，事无留滞。天祐五年（908年），徐温秉国政，把军队事务委交严可求，把财货赋税委交支计官骆知祥，都很称职，淮南称他们为“严、骆”。天祐六年（909年），淮南开始建立选拔官吏的制度，任命骆知祥掌管，任用得人。之后，改任盐铁判官。骆知祥与徐温养子徐知诰关系甚密，天祐十五年（918年），严可求曾多次劝说徐温用次子徐知询取代徐知诰来管理吴国政事，徐知诰和骆知祥谋划，决定让严可求出任楚州刺史。吴武义元年（919年），杨隆演即吴国王，以营田副使严可求为门下侍郎，盐铁判官骆知祥为中书侍郎。数年后骆知祥病故。